# Funaria discelioides
Funaria discelioides är en bladmossart som beskrevs av C. Müller 1897. Funaria discelioides ingår i släktet spåmossor, och familjen Funariaceae. Inga underarter finns listade i Catalogue of Life.